# Armando Iannucci
Armando Giovanni Iannucci OBE (Glasgow, 28 de novembro de 1963) é um roteirista, diretor e produtor britânico. 
Filho de pai italiano, Iannucci é graduado em Literatura inglesa pela Universidade de Oxford.
Trabalhou na criação de programas humorísticos de rádio na BBC Radio 4. Na TV criou a sitcom The Thick of It em 2005, que foi exibida até 2012. Em 2009 fez sua estreia na direção cinematográfica com In the loop, onde também colaborou no roteiro, que foi indicado ao Oscar de melhor roteiro adaptado na premiação de 2010. 
Nos Estados Unidos, criou a série Veep, lançada em 2012. Também neste ano, foi agraciado com a Ordem do Império Britânico.